# Vintervadskyrkan
Vintervadskyrkan är en kyrkobyggnad i Söderköping. Kyrkan tillhör Söderköpings baptistförsamling och var ansluten till Svenska Baptistsamfundet.

## Instrument
I kyrkan finns ett harmonium.